# Cesar Fredericq
Cesar Fredericq (Nevele, 14 mei 1817 - Gent, 3 januari 1887) was een Belgisch arts en liberaal politicus.

## Levensloop
César Alexander Fredericq was een zoon van Nevels gemeentesecretaris Jacobus Fredericq en van Marie Comparé, en een halfbroer van Rosalie en Virginie Loveling.
In 1846 werd hij doctor in de geneeskunde aan de Gentse universiteit. Hij huwde met een zuster van François Huet. Ze hadden zes kinderen, onder wie de bekende historicus Paul Fredericq.
In 1861 werd hij als liberaal verkozen in de Gentse gemeenteraad, waarin hij zetelde tot 1883. Hij was gematigd Vlaamsgezind en zette zich in voor sociale zaken. Hij was een voorstander van het algemeen stemrecht.
Als arts werkte hij in het burgerlijk hospitaal De Bijloke. Daarnaast werkte hij als huisarts in de arbeiderswijk Heilig Kerst en  streed daar onbetaald tegen ziekten als tyfus en cholera.